# 同安孔庙
24°44′02″N 118°09′06″E / 24.73389°N 118.15167°E
同安孔庙位于中国福建省厦门市同安区大同街道南门街东侧，1982年被列为同安县文物保护单位，2005年被列为福建省文物保护单位。
同安孔庙始建于五代，南宋绍兴十年（1140年）迁建于今址，绍兴二十三年（1153年）朱熹主持扩建，元至正十四年（1354年）毁，明正统九年（1444年）重修，清乾隆三十二年（1767年）重建大成殿、戟门等。1989年辟为同安博物馆。
孔庙坐西北朝东南，前临东溪，占地6432平方米，建筑面积1400多平方米。中轴线依次有戟门、祭台、大成殿，东北侧有观澜亭、泮池和兴贤育才坊，西南侧有苏公祠和林公祠。主体建筑大成殿面阔五间（18.15米），重檐歇山顶。
- 兴贤育才坊、泮池和观澜亭
- 大成门
- 大成殿
- 大成殿内
- 苏公祠
- 林希元祠堂
- 石经幢
- 石像生
- 石像生